# N843 (België)
De N843 is een gewestweg in de Belgische provincie Luxemburg. De route verbindt de N4 en N89 bij Champlon met de N860 in Petite-Mormont. De route heeft een lengte van ongeveer 21 kilometer en bestaat uit twee rijstroken voor beide rijrichtingen samen.

## Plaatsen langs de N843
- Champlon
- Erneuville
- Ortho
- Nisramont
- Petite-Mormont